# Резиденция (телесериал)
«Резиденция» (англ. The Residence) — американский детективный телесериал производства компании Shondaland. Премьера состоялась 20 марта 2025 года на Netflix. В июле того же года сериал был закрыт.

## Сюжет
Эксцентричная женщина-детектив расследует убийство, произошедшее во время званого ужина в Белом доме. Под подозрением находятся все сотрудники резиденции.

## В ролях
- Узо Адуба — Корделия Капп
- Джанкарло Эспозито — Эй Би Уинтер